# Sainte-Christine (Quebec)
Sainte-Christine (AFI: /sɛ̃tkᴚistin/) es un municipio de parroquia perteneciente a la provincia de Quebec en Canadá. Está ubicado en el municipio regional de condado (MRC) de Acton en la región de Montérégie-Est.

## Geografía
Sainte-Christine se encuentra 15 kilómetros al este de Acton Vale, al encuentro de las regiones de Montérégie, de Estrie y de Centre-du-Québec. Limita al norte con Lefebvre, al este con Durham-Sud, al sureste con Maricourt, al suroeste con Roxton, al oeste con Acton Vale y al noroeste con Saint-Théodore-d'Acton. Su superficie total es de 91,63 km², de los cuales 91,48 km² son tierra firme y 0,15 km² en agua. El río Negro baña el territorio.

## Urbanismo
La carretera nacional 116, que atraviesa el norte del territorio, une Saint-Hyacinthe al oeste a Richmond al este. La carretera regional 220, que atraviesa la parte sur del territorio, une Roxton Pond al oeste a Valcourt al este. El 1.er Rang atraviesa el pueblo de Sainte-Christine. La route du Village une el pueblo a la carretera 116 al norte aunque el chemin de Béthanie va a la carretera 220 y a Béthanie al sur.El ferrocarril St-Laurent & Atlantique está ubicado a la extremidad norte del territorio.

## Historia
Colonos franco-canadienses de Saint-Roch-des-Aulnaies, Saint-Didace, Sainte-Mélanie, Saint-Césaire y Saint-Jacques-le-Mineur se establecieron en el territorio que estaba incluso en los cantones de Durham, de Ely, de Roxton y de Acton. Estaba ubicado en los antiguos condados de Shefford, de Bagot y de Drummond. Hacia 1850, hubo una misión católica entre Béthanie et Saint-Théodore-d'Acton. En 1888, la parroquia católica de Sainte-Christine, honrando Christina Mirabilis, fue fundada a partir de territorios de las parroquias de Saint-Jean-Baptiste-de-Roxton, de Saint-André-d'Acton y de Saint-Fulgence-de-Durham. La parroquia formó parte de los diócesis de  Trois-Rivières, de Nicolet y de Saint-Hyacinthe.

## Política
El consejo municipal se compone del alcalde y de seis consejeros sin división territorial. La alcaldesa actual (2015) es Huguette Saint-Pierre Beaulac.
|            | 2005-2009                                                                                  | 2009-2013                                                                                  | 2013-2017                                                                               |
| Alcalde    | Huguette Saint-Pierre Beaulac                                                              | Huguette Saint-Pierre Beaulac                                                              | Huguette Saint-Pierre Beaulac                                                           |
| Consejeros | Denis Brisebois Gilbert Grenier Fernand Laplante Aimé Loranger Jean-Marc Ménard Mario Noël | Denis Brisebois Gilbert Grenier Fernand Laplante Aimé Loranger Jean-Marc Ménard Mario Noël | Patrick Benoît Simon Dufault Gilbert Grenier Jean-Marc Ménard Mario Noël Gilles Roberge |

 * Consejero al inicio del termo pero no al fin.  ** Consejero al fin del termo pero no al inicio. 
A nivel supralocal, Sainte-Christine forma parte del MRC de Acton. El territorio del municipio está ubicado en la circunscripción electoral de Johnson a nivel provincial y de Saint-Hyacinthe—Bagot a nivel federal.

## Demografía
Según el censo de Canadá de 2011, Sainte-Christine contaba con 673 habitantes. La densidad de población estaba de 7,3 hab./km². Entre 2006 y 2011 hubo una disminución de 100 habitantes (12,9 %). En 2011, el número total de inmuebles particulares era de 287, de los cuales 254 estaban ocupados por residentes habituales, otros siendo desocupados o residencias secundarias.
Evolución de la población total, 1991-2015